# Coma de la Font
La Coma de la Font és una obra d'Almenar (Segrià) inclosa a l'Inventari del Patrimoni Arquitectònic de Catalunya.

## Descripció
Font natural situada al cap d'un petit torrent que baixa de la serra del Sas. Es troba coberta per una volta apuntada, tancada per un mur al N i oberta al S, feta amb pedra de marès molt erosionada.